# Мартюк Євдокія Степанівна
Євдокія Степанівна Попова (Мартюк) (1 травня 1927 — ?) — українська радянська діячка, новатор виробництва, бригадир Сімферопольської трикотажної фабрики Кримської області. Депутат Верховної Ради УРСР 6—7-го скликань.

## Біографія
З 1955 року — підсобна робітниця, робітниця та бригадир бригади із пошиття верхнього одягу Сімферопольської трикотажної фабрики № 1 Кримської області.
Потім — на пенсії у місті Сімферополі.